# Diasporus sapo
Diasporus sapo é uma espécie de anfíbio anuros da família Eleutherodactylidae.
Está presente no Panamá.